# Аллия
А́ллия (Алия, Ая; итал. Allia, лат. Allia) — небольшая река в итальянском регионе Лацио, левый приток Тибра. Берёт начало в горах близ места расположения древнеримского города Крустумерий, протекает поблизости от города Монтеротондо и впадает в Тибр приблизительно в 10 км выше Рима.

## История
Незначительная сама по себе, эта река широко известна благодаря поражению, нанесённому там римлянам (в составе армии численностью приблизительно 40 000 человек) сенонскими галлами под предводительством Бренна 18 июля 364 года от основания города (390 год до н. э.; по древней версии, битва произошла в 387 году до н. э.). За этим поражением последовало взятие и разграбления Рима галлами, которые покинули город лишь после выплаты им значительного выкупа. В связи с этим событием 18 июля считалось у римлян несчастливым днём.